# Academia platonică
Academia platonică a fost o școală filozofică idealistă, întemeiată de Platon (circa 387 î.e.n.) într-o grădină din apropierea Atenei, care ar fi aparținut eroului mitologic Akademos. "Iată împrejurările,pe jumătate întâmplătoare,în care se întemeia instituția de cultură filosofică platoniciană sortită să înfrunte nouă secole:Academia, și care avea să exercite o influență fără egal,timp de milenii,asupra vieții spirituale a intregii lumi civilizate. Platon a trăit aici tot restul vieții,timp de patruzeci de ani,afară de două scurte întreruperi.Se admite ca încă din timpul său Academia ar fi devenit o scoală si că Platon ar fi predat într-însa filosofia. O școală va fi fost ea,negreșit,însă ca nici una din timpul nostru. Elevii care o frecventau erau mai mult oameni formați, atrași de amiciția pentru Platon,iar alții de renumele său. Se pare că uneori, travestite în haine bărbătești, veneau și femei. Învățământul care era mai mult oral, era condus de Platon, la început cel puțin, și consta de preferință din conversații libere. Cu timpul, se pare că au început a se face cercetări științifice personale de către familiarii instituției. Le va fi început cel puțin Aristotel, în cele doua decenii,cât a frecventat-o"-Citat din "PLATON.Filosofia dialogurilor" de ALEXANDRU POSESCU. Platon manifesta un mare interes pentru studiul științelor matematice,dovadă si inscripția pe care tradiția relatează că ar fi pus-o la intrarea școlii sale: "Să nu intre sub acoperământul meu cine nu e geometru". Academia a funcționat pînă în anul 129 î.e.n., transformîndu-se după aceea într-o școală eclectică. Anul 529, cînd această școală a fost definitiv închisă, marchează formal sfîrșitul istoriei filozofiei antice.
Acest articol conține text din Dicționarul enciclopedic român (1962-1966), aflat acum în domeniul public.